# Elizabeth A. Fenn
Elizabeth Anne Fenn, född 22 september 1959 i Arlington i Riverside County i Kalifornien, är en amerikansk historiker. Fenn är professor i Western American History vid University of Colorado Boulder. Hon tilldelades Pulitzerpriset för historia 2015 för Encounters at the Heart of the World: A History of the Mandan People.